# エトキシ基

エトキシ基

エトキシ基 (ethoxy group) とは、有機化学において -OCH2CH3 の構造式で表される1価の置換基のこと。アルコキシ基の一種。
電気的な性質はメトキシ基など他のアルコキシ基と同様で、酸素原子の電気陰性度のため誘起効果は電子求引的にはたらき、酸素上の非共有電子対のために共鳴効果は電子供与的にはたらく。後者の寄与が大きいため、通常は電子供与基として取り扱われる。
エトキシ基を得るためには、ヒドロキシ基をウィリアムソン合成法によりエチル化する。